# Вінтерсвілл (Огайо)
Вінтерсвілл (англ. Wintersville) — селище (англ. village) в США, в окрузі Джефферсон штату Огайо. Населення — 3765 осіб (2020).

## Географія
Вінтерсвілл розташований за координатами 40°22′41″ пн. ш. 80°42′36″ зх. д. / 40.37806° пн. ш. 80.71000° зх. д. (40.378012, -80.709918).  За даними Бюро перепису населення США в 2010 році селище мало площу 8,08 км², з яких 8,08 км² — суходіл та 0,00 км² — водойми.

## Демографія
Згідно з переписом 2010 року, у селищі мешкали 3924 особи в 1740 домогосподарствах у складі 1083 родин. Густота населення становила 486 осіб/км².  Було 1840 помешкань (228/км²).
Расовий склад населення:
| - 91,4 % — білих - 6,4 % — чорних або афроамериканців - 0,8 % — азіатів - 0,1 % — корінних американців |

До двох чи більше рас належало 1,1 %. Частка іспаномовних становила 0,9 % від усіх жителів.
За віковим діапазоном населення розподілялося таким чином: 17,8 % — особи молодші 18 років, 57,3 % — особи у віці 18—64 років, 24,9 % — особи у віці 65 років та старші. Медіана віку мешканця становила 48,8 року. На 100 осіб жіночої статі у селищі припадало 87,9 чоловіків;  на 100 жінок у віці від 18 років та старших — 84,9 чоловіків також старших 18 років.
Середній дохід на одне домашнє господарство  становив 64 297 доларів США (медіана — 48 698), а середній дохід на одну сім'ю — 65 521 долар (медіана — 53 010). Медіана доходів становила 51 037 доларів для чоловіків та 39 188 доларів для жінок. За межею бідності перебувало 13,6 % осіб, у тому числі 41,2 % дітей у віці до 18 років та 4,6 % осіб у віці 65 років та старших.
Цивільне працевлаштоване населення становило 1724 особи. Основні галузі зайнятості: освіта, охорона здоров'я та соціальна допомога — 28,3 %, роздрібна торгівля — 19,8 %, виробництво — 11,0 %, сільське господарство, лісництво, риболовля — 8,5 %.